# Kazimierz Graff (astronom)
Kazimierz Romuald Graff (ur. 7 lutego 1878 w Próchnowie, zm. 15 lutego 1950 w Wiedniu) – polski astronom, organizator i dyrektor Obserwatorium Astronomicznego w Poznaniu i obserwatorium w Wiedniu.

## Życiorys
Urodzony w Wielkopolsce. Syn ziemianina, dzierżawcy próchnowskiego majątku Stanisława Graffa i Walentyny Rother. Uczęszczał do poznańskiego gimnazjum św. Marii Magdaleny, należał do Towarzystwa Tomasza Zana. Absolwent Uniwersytetu w Berlinie, w 1901 uzyskał na tej uczelni stopień doktora. Graff był astronomem obserwatorium URANIA w Berlinie i obserwatorium w Bergedorf pod Hamburgiem. Po odzyskaniu przez Polskę niepodległości, w 1918 Komisja Uniwersytecka ds. utworzenia Uniwersytetu Poznańskiego zaproponowała mu objęcie Katedry Meteorologii oraz utworzenie obserwatorium. W marcu 1920 został mianowany profesorem nadzwyczajnym Uniwersytetu Poznańskiego. W 1921 zrezygnował z pełnionych funkcji, obejmując bardziej intratną posadę w obserwatorium w Hamburgu. W 1928 został dyrektorem podupadającego obserwatorium w Wiedniu i przyczynił się do podniesienia jego renomy. Pracując w Wiedniu, niejednokrotnie wyjeżdżał na międzynarodowe ekspedycje, m.in. na Majorkę czy do Dalmacji. Pracując poza granicami kraju, utrzymywał stały kontakt z naukowcami z Polski. Po zajęciu Austrii przez Niemców w 1938 roku został usunięty ze stanowiska dyrektora obserwatorium, powrócił na to miejsce po zakończeniu II wojny światowej w 1945, w październiku 1948 przeszedł na emeryturę. Został pochowany na cmentarzu Neustift am Walde (oddział C, rząd 10, nr 3), niedaleko Obserwatorium Wiedeńskiego.
Zajmował się m.in. obserwacją planet i gwiazd, konstrukcją przyrządów astronomicznych, opracowywaniem atlasu nieba, kreślarstwem powierzchni planet, badaniem barw gwiazd. Kazimierz Graff wprowadził do astronomii nowego typu fotometry służące do pomiaru jasności gwiazd, które znalazły zastosowanie zarówno w Polsce, jak i innych krajach na świecie. Wydał kilka publikacji naukowych, m.in. jeden z najwybitniejszych na ówczesne czasy podręczników astrofizyki w języku niemieckim (Grundriss der Astrophysik), oraz książki o metodach wyznaczania czasu i współrzędnych geograficznych przyrządami przenośnymi.
Miał swój wkład do monumentalnego dzieła Handbuch der Astrophysik, w którym umieścił własny rozdział o właściwościach fizycznych planet.
W uznaniu jego zasług jego nazwiskiem nazwano kratery na Księżycu i Marsie. Imieniem jego żony nazwano planetoidę (933) Susi.